# Lela Pandak Lam
Lela Pandak Lam, död 1877, var en malajisk hövding och slavhandlare från Perak i Malaya. 
Han är känd som mördare av James W.W. Birch 1875, ett mord som ledde till Perakkriget 1875-1876, och har därför betraktats som en lokal nationalhjälte för sitt motstånd mot den brittiska kolonialmakten. 